# Superstoletnik
Superstoletnik je oseba, ki je dočakala starost 110 let. Tako starost doseže približno 1 na 1000 stoletnikov.

## Izraz
Slovar slovenskega knjižnega jezika in drugi slovarji slovenščine izraza ne poznajo, vendar se uporablja kot slovenska ustreznica angleškega izraza supercentenarian.

## Pojavnost
Leta 2003 je ameriška gerontološka raziskovalna skupina The Gerontology Research Group podala oceno, da je bilo na vsem svetu živečih okoli 350 do 400 superstoletnikov, od njih pa so pri okoli 40 tudi potrdili navajano starost. Leta 2013  je Inštitut Max Planck za demografska raziskovanja v Nemčiji izvedel raziskavo, v kateri so potrdili 663 primerov živečih in že preminulih superstoletnikov ter ugotovili, da jih je bilo največje število (absolutno število, ne upoštevajoč pogostnost) padajoče razvršeno v naslednjih državah: Združene države Amerike, Japonska, Anglija (vključno z Walesom), Francija in Italija.
Prvi potrjeni superstarostnik v človeški zgodovini je bil Geert Adriaans Boomgaard, ki je umrl konec 19. stoletja.

## Slovenski superstoletniki
Katarina Marinič (* 30. oktober 1899, † 2. september 2010) je doživela skoraj 111 let (natančneje 110 let in 307 dni). Kot druga superstoletnica je postala Marija Vencelj Maggi (* 23. december 1905, † 8. oktober 2016), ki je doživela 110 let in 290 dni. Tretji superstoletnik in edini moški je postal Nikolaj Dragoš, ki se je rodil 27. avgusta 1907 in je umrl 31. marca 2018, v starosti 110 let in 216 dni. Četrta superstoletnica je bila od oktobra 2022 do smrti 22. julija 2024 Julijana Zakrajšek, ki je bila z doseženimi 111 leti in 268 dnevi tudi najdlje živeča znana oseba v Sloveniji doslej in edina, ki je živela dlje kot 111 let. Poleg naštetih sta doslej postali superstoletnici še državljanka Slovenije: Matilda Bračun (110 let, 169 dni), umrla v letu 2024, in Marija Vencelj Maggi, ki je bila rojena 23. decembra 1905 na področju današnje Slovenije, umrla pa je 8. oktobra 2016 v Italiji, je doživela 110 let in 290 dni.